# Redange
Redange ou Redange-sur-Attert é uma comuna do Luxemburgo, pertence ao distrito de Diekirch e ao cantão de Redange.

## Demografia
Dados do censo de 15 de fevereiro de 2001:
- população total: 2 177
  - homens: 1 058
  - mulheres: 1 119

- densidade: 68,14 hab./km²

- Distribuição por nacionalidade:

| Nacionalidade  | População | %      |
| -------------- | --------- | ------ |
| luxemburgueses | 1.668     | 76,62% |
| estrangeiros   | 509       | 23,38% |
| - portugueses  | 104       | 4,78%  |
| - franceses    | 40        | 1,84%  |
| - italianos    | 28        | 1,29%  |
| - belgas       | 181       | 8,31%  |
| - alemães      | 41        | 1,88%  |
| - iuguslavos   | 60        | 2,76%  |
| - outros       | 55        | 2,53%  |

- Crescimento populacional:

| Ano              | População |
| ---------------- | --------- |
| {td fmtn\|2177}} |           |
| {td fmtn\|2189}} |           |
| {td fmtn\|2207}} |           |
| {td fmtn\|2244}} |           |
| {td fmtn\|2308}} |           |